# Nathan Holt
Nathan Holt es un personaje ficticio de la serie de televisión australiana Cops: L.A.C., interpretado por el actor Tom O'Sullivan desde el 2 de septiembre del 2010, hasta el 11 de noviembre del mismo año cuando finalizó la serie.

## Antecedentes
Nathan ha sido poicía por casi 10 años, es inteligente, tiene un buen sentido del humor, es conservador y tiene un deseo innato de que se haga justicia.

## Biografía
Nathan tiene un encanto natural, es un policía con valor, un pensador rápido y es muy bueno para resolver crisis. Se convirtió en policía ya que se sentía atraído hacia este, le gustaba la idea de hacer cosas nuevas todos los días. 
Nathan inició su carrera como policía y fue evolucionando junto con Rhys Llewellyn, su colega. Ambos son policías mayores, sin embargo a pesar de ser amigos hay un poco de competencia y tensión en su amistad, ya que Rhys considera que él está subiendo al convertirse en detective. Sin embargo Nathan está muy contento de seguir siendo un policía uniformado, debido a que le gusta tratar con la gente y porque sus horas son más regulares, ya que tiene tres días de descanso cada quince días, los cuales los pasa en la playa.
En el último episodio de la primera temporada en una operación a Nathan se le atoró su arma durante una confrontación con un criminal, sin embargo el Sargento Mayor Graeme Sinclair se metió en el camino de este y recibió un disparo en el pecho, el cual estaba destinado para Nathan, poco después Graeme murió por sus heridas.

## Relaciones

### Roxanne Perez
Actualmente se encuentra en una relación con su compañera la oficial Roxanne Perez. El único policía que sabe acerca de la relación de ambos es el oficial a prueba Daniel van der Mark, quien los vio besándose.

### Claudia
Cuando Nathan tenía 16 años tuvo una relación un poco ajetreada con Claudia, una compañera de la escuela. Fruto de la relación nació su hija, Isobel "Izy" Holt, quien ahora tiene 12 años. Poco después Nathan y Claudia se separaron, sin embargo siguen siendo amigos. Actualmente Claudia está casada con un hombre mayor, vive en una zona con vista al mar y conserva la custodia de Isobel. 